# 745 Mauritia
745 Mauritia је астероид чија средња удаљеност од Сунца износи 3,272 астрономских јединица (АЈ).
Апсолутна магнитуда астероида је 10,3 а геометријски албедо 0,042.